# Oxyethira glasa
Oxyethira glasa är en nattsländeart som först beskrevs av Ross 1941.  Oxyethira glasa ingår i släktet Oxyethira och familjen smånattsländor. Inga underarter finns listade i Catalogue of Life.